# 呉汝綸

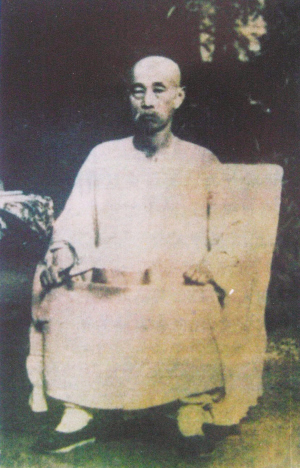
呉汝綸

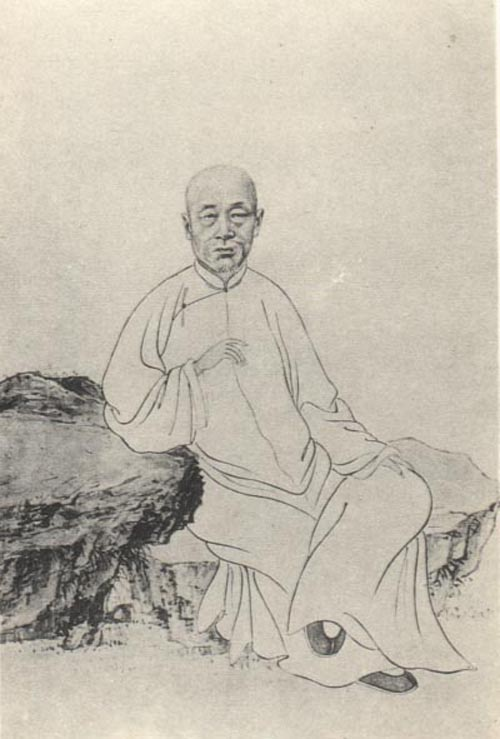
呉汝綸の肖像画（『清代学者象伝』）

呉 汝綸（ご じょりん、Wu Rulun、1840年 - 1903年）は、清末の文学者・教育家。字は摯甫。娘の呉芝芳は柯劭忞の妻。
安徽省安慶府桐城県（現在の安徽省銅陵市樅陽県会宮鎮）の出身。1864年に挙人となった。翌1865年に進士になり、内閣中書となった。曽国藩、後に李鴻章の幕府に入り、直隷省の深州・冀州の知州を歴任した。両州に在任中に書院を開設し、自ら講義を行った。その後李鴻章の推薦で保定の蓮池書院の主講となったが、在任中には欧米の学問を積極的に取り入れた。1902年、京師大学堂（現在の北京大学）の総教習となり、日本に教育制度の視察に赴いた。帰国後は故郷に戻り、桐城小学堂を開いた。

## 著作
- 『易解説』
- 『尚書故』
- 『写定尚書』
- 『夏小正私箋』
- 『深州直隷州風土記』
- 『東遊叢録』
- 『呉摯甫文集』
- 『呉摯甫詩集』
- 『呉摯甫日記』
- 『呉摯甫尺牘』
- 『諭児書』
- 『李文忠公海軍函稿』
- 『古詩鈔二十巻附目』
- 『呉摯甫先生函稿』
- 『李文忠公事略』
- 『桐城呉先生全書』
- 『桐城呉先生遺書』